# Lattlschießen
Das Lattlschießen ist eine beliebte Spiel- und Trainingsform aus dem Eisstockschießen.

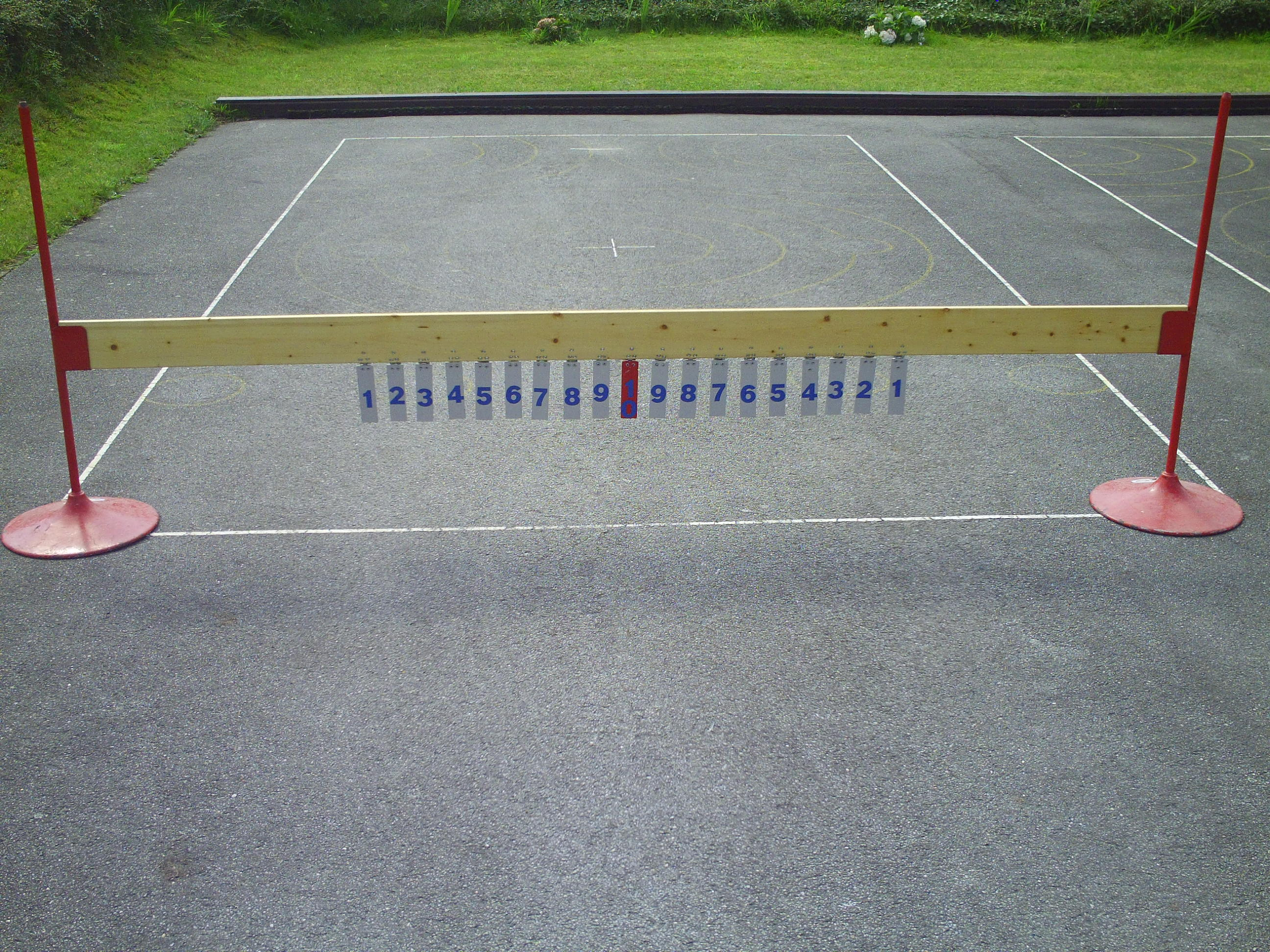
Beispiel für das Lattlschießen

## Beschreibung
Zum Lattlschießen benötigt man zwei Stützen aus Metall, sowie eine Holzlatte (2,80 m Länge), die an den Stützen befestigt wird. Auf der Holzlatte sind bewegliche Zahlen festgeschraubt. Beispielsweise von links nach rechts sind es jeweils die Zahlen 1–9, in der Mitte dann besonders markiert, die Zahl zehn. Sinn des Spiels ist, möglichst genau die Mitte, also die 10, zu treffen. Zum Schießen nimmt man einen gewöhnlichen Eisstock.
Gezählt werden dann die Punkte, durch welche der Eisstock läuft (z. B. durch die 7 oder die 8). Als Trainingsform, kann noch vom Schützen gefordert werden, den Eisstock in die mittleren Zielringe auf dem Spielfeld zu setzen. Die Punkte aus dem Schuss durch die Latte und die Punkte aus den Zielringen werden dann addiert.
Häufig wird das Lattlschießen als Spaßveranstaltung (Gaudi) oder bei Vereinsmeisterschaften durchgeführt. Für das Lattlschießen sind Konzentration und Präzision erforderlich.

## Austragung
Das Lattlschießen kann sowohl auf Natureis, in einer Eissporthalle oder auf einer Asphaltbahn im Sommer veranstaltet werden.